# Крик (фільм, 1986)
«Крик» — радянський телефільм 1986 року, знятий режисером Даміром Манабаєвим на кіностудії «Казахфільм».

## Сюжет
Телефільм за однойменною повістю відомого казахського письменника Оралхана Бокеєва. Фільм розглядає проблеми протиборства добра і зла, людської мужності та протистояння життєвим обставинам.

## У ролях
- Ідріс Ногайбаєв — Аспан у старості
- Нурлибай Єсімгалієв — Аспан у молодості
- Болот Бейшеналієв — мідновусі брати-близнюки
- Зібагуль Каріна — Камка в молодості
- Каргамбай Сатаєв — Аман
- Алімбек Оразбеков — Ерік
- А. Аблаєва — дружина Амана
- А. Куланбаєва — Альке
- Шамшагуль Мендіярова — Камка у старості

## Знімальна група
- Режисер — Дамір Манабаєв
- Сценарист — Булат Мансуров
- Оператори — Бек Бахтибеков, М. Шайдінов
- Композитор — Тулеген Мухамеджанов
- Художник — Олександр Ророкін